# كارولين شيلينغ
كارولين شيلينغ (بالألمانية: Caroline Schelling )‏ (و. 1763 – 1809 م) هي كاتِبة، ومترجمة، وصاحبة صالون أدبي، وناقدة أدبية ألمانية، ولدت في غوتينغن، توفيت في ماولبرون، عن عمر يناهز 46 عاماً، بسبب زحار.

## روابط خارجية
- كارولين شيلينغ على موقع الموسوعة البريطانية (الإنجليزية)